# Pavel Karlovič Šternberg
Pavel Karlovič Šternberg (rusko Пáвел Кáрлович Штéрнберг), ruski astronom, revolucionar, boljševik in državnik, * 2. april 1865, Orjol, Ruski imperij (danes Rusija), † 1. februar 1920, Moskva, Sovjetska zveza (danes Rusija).

## Življenje in delo
Šternberg je bil član Komunistične partije SZ od leta 1905. Leta 1887 je diplomiral na Državni univerzi v Moskvi in nato delal kot pomočnik na univerzitetnem observatoriju. Leta 1890 je postal privatni docent univerze in istočasno opazovalni astronom moskovskega observatorija. Med letoma 1899 in 1900 je vodil Komisijo za izdelavo programa poučevanja astronomije na srednjih šolah.
Njegovo politično delo je pripomoglo k odpravi začasne vlade Kerenskega. Bil je prijatelj Lenina in Trockega.
Največ se je ukvarjal z motnjami planetnih tirov, meritvami zemljepisne širine moskovskega astronomskega observatorija, fotografiranjem dvozvezdij in uporabo fotografije v astronomiji.

## Priznanja

### Poimenovanja
Po njem se imenuje Državni astronomski inštitut v Moskvi, krater Šternberg na Luni in asteroid glavnega pasu 995 Sternberga.
1. 1 2 3  Штернберг Павел Карлович — 3-е изд. — Moskva: Советская энциклопедия, 1969.